# Adeloscia dawsoni
Adeloscia dawsoni är en kräftdjursart som beskrevs av Albert Vandel 1977. Adeloscia dawsoni ingår i släktet Adeloscia och familjen Philosciidae. Inga underarter finns listade i Catalogue of Life.